# Giuseppe Amari
Giuseppe Amari (*  18. September 1916 in San Nicolò Po; † 8. August 2004 in Verona) war Bischof von Cremona und Verona.

## Leben
Giuseppe Amari empfing am 16. Juni 1940 die Priesterweihe.
Paul VI. ernannte ihn am 5. März 1973 zum Bischof von Cremona. Der Bischof von Mantua, Carlo Ferrari, weihte ihn am 18. März desselben Jahres zum Bischof; Mitkonsekratoren waren Natale Mosconi, Erzbischof von Ferrara, und Virginio Dondeo, Bischof von Todi und Orvieto.
Als Wahlspruch wählte er Veritas in caritate. Der Papst ernannte ihn am 15. März 1978 zum Bischof von Verona. Am 30. Juni 1992 nahm Johannes Paul II. seinen altersbedingten Rücktritt an. 